# Семенівська сільська рада (Бердичівський район)
Семе́нівська сільська́ ра́да Семе́нівської сільсько́ї територіа́льної грома́ди — орган місцевого самоврядування Семенівської сільської територіальної громади Житомирської області з розміщенням у с. Семенівка.

## Склад ради

### Перший склад ради громади
Перші вибори депутатів ради громади та Семенівського сільського голови відбулись 18 грудня 2016 року.
Рада складається з 22 депутатів та голови. Депутатами обрано 18 самовисуванців та по 2 представники Аграрної партії України та Всеукраїнського об'єднання «Батьківщина».
Головою громади обрано тодішнього Хажинського сільського голову Наталію Володимирівну Семенюк, котра балотувалась як самовисуванець.

## Історія
Утворена, як адміністративно-територіальна одиниця, у 1923 році, з центром у с. Семенівка, в складі Пузирецької волості Бердичівського повіту Київської губернії. 7 березня 1923 року увійшла до складу Білопільського району Бердичівської округи. 17 червня 1926 року на обліку значиться сільгоспколектив «Культ». Від 17 червня 1925 року перебувала у складі Бердичівського району, від 15 вересня 1930 року — Бердичівської міської ради, згодом, 28 червня 1939 року, віднесена до складу відновленого Бердичівського району.
Станом на 1 вересня 1946 року сільська рада входила до складу Бердичівського району Житомирської області, на обліку в раді перебувало с. Семенівка.
Ліквідована 11 серпня 1954 року, внаслідок виконання указу Президії Верховної ради УРСР «Про укрупнення сільських рад по Житомирській області», територію та с. Семенівка включено до складу Іванковецької сільської ради Бердичівського району Житомирської області.
Відновлена 30 грудня 2016 року, рішенням Житомирської обласної ради, як орган місцевого самоврядування Семенівської сільської територіальної громади Бердичівського району Житомирської області. До 21 квітня 2021 року рада розміщувалася в с. Іванківці.

### Населення
Відповідно до перепису населення СРСР, станом на 17 грудня 1926 року, чисельність населення ради становила 1 793 особи, з них, за статтю: чоловіків — 845, жінок — 948; етнічний склад: українців — 1 632, росіян — 11, поляків — 138, чехів — 2, інші — 10. Кількість господарств — 402, з них несільського типу — 17.